# MotorSport (chanson)
Pour les articles homonymes, voir Motorsport.
Singles par Migos
I Get the Bag
(2017) Stir Fry
(2017)
Singles par Nicki Minaj
You Already Know
(2017) The Way Life Goes (Remix)
(2017)
Singles par Cardi B
No Limit
(2017) La Modelo
(2017)
Pistes de Culture II
Open It Up Movin' Too Fast
MotorSport est une chanson du groupe de hip-hop Migos en featuring avec Nicki Minaj et Cardi B sortie en décembre 2017, issue de leur troisième album studio Culture II.